# Gyakori szemétgomba
A gyakori szemétgomba (Tubaria furfuracea) a Tubariaceae családba tartozó, Eurázsiában, Észak-Afrikában és Észak-Amerikában honos, erdőn, réten, kertekben élő, nem ehető gombafaj. 

## Megjelenése
A gyakori szemétgomba kalapja 1-4 cm széles, alakja domború, idősen közel laposra kiterül. Színe hús- vagy vörösbarnás, erősen higrofán (nedvesség hatására sötétedő). Széle nedvesen áttetszően bordás, fiatalon gyakran pelyhes-csipkés vélumfoszlányok találhatók rajta. Felülete finoman szőrözött. 
Húsa vékony, törékeny, halvány sárgásbarnás. Szaga és íze nem jellegzetes. 
Ritkásan álló lemezei tönkhöz nőttek, kissé lefutók. Színük sárgás, később okkeres.
Tönkje 1-5 cm magas és 0,2-0,7 cm vastag. Hússzínű, felülete finoman pelyhes, idővel lecsupaszodó, töve gombafonadéktól fehéres.
Spórapora halvány narancsbarna. Spórája elliptikus, sima, mérete 7-8 x 4,5-5 µm.

### Hasonló fajok
Hasonlít hozzá az azonos élőhelyű, de inkább szürkésbarna törékeny porhanyósgomba.

## Elterjedése és termőhelye
Eurázsiában, Észak-Afrikában és Észak-Amerikában honos. Magyarországon nem ritka. 
Erdőkben, parkokban, kertekben található meg a talajon és korhadó famaradványokon, akár talajtakaró mulcson; többnyire seregesen. Márciustól novemberig terem. 

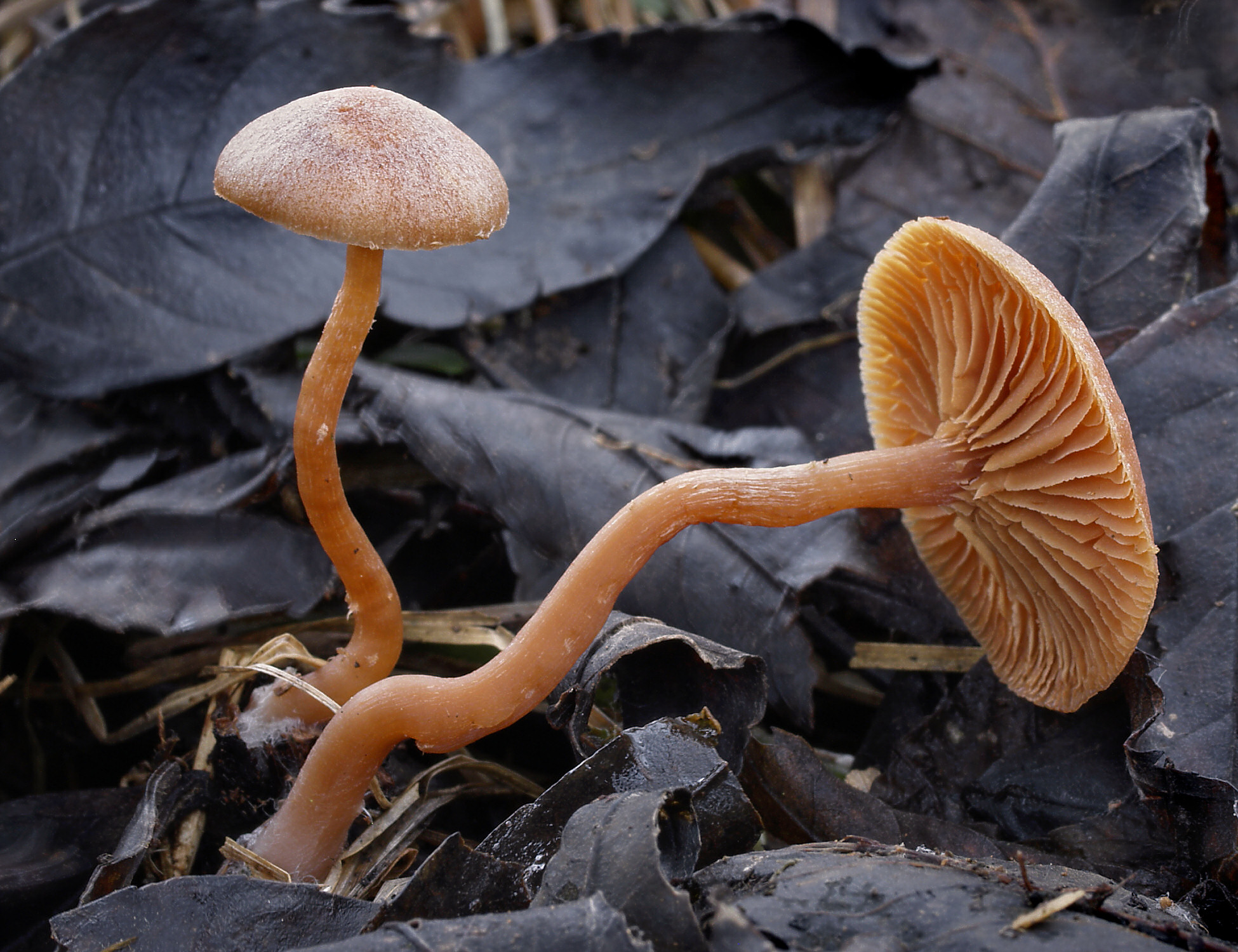
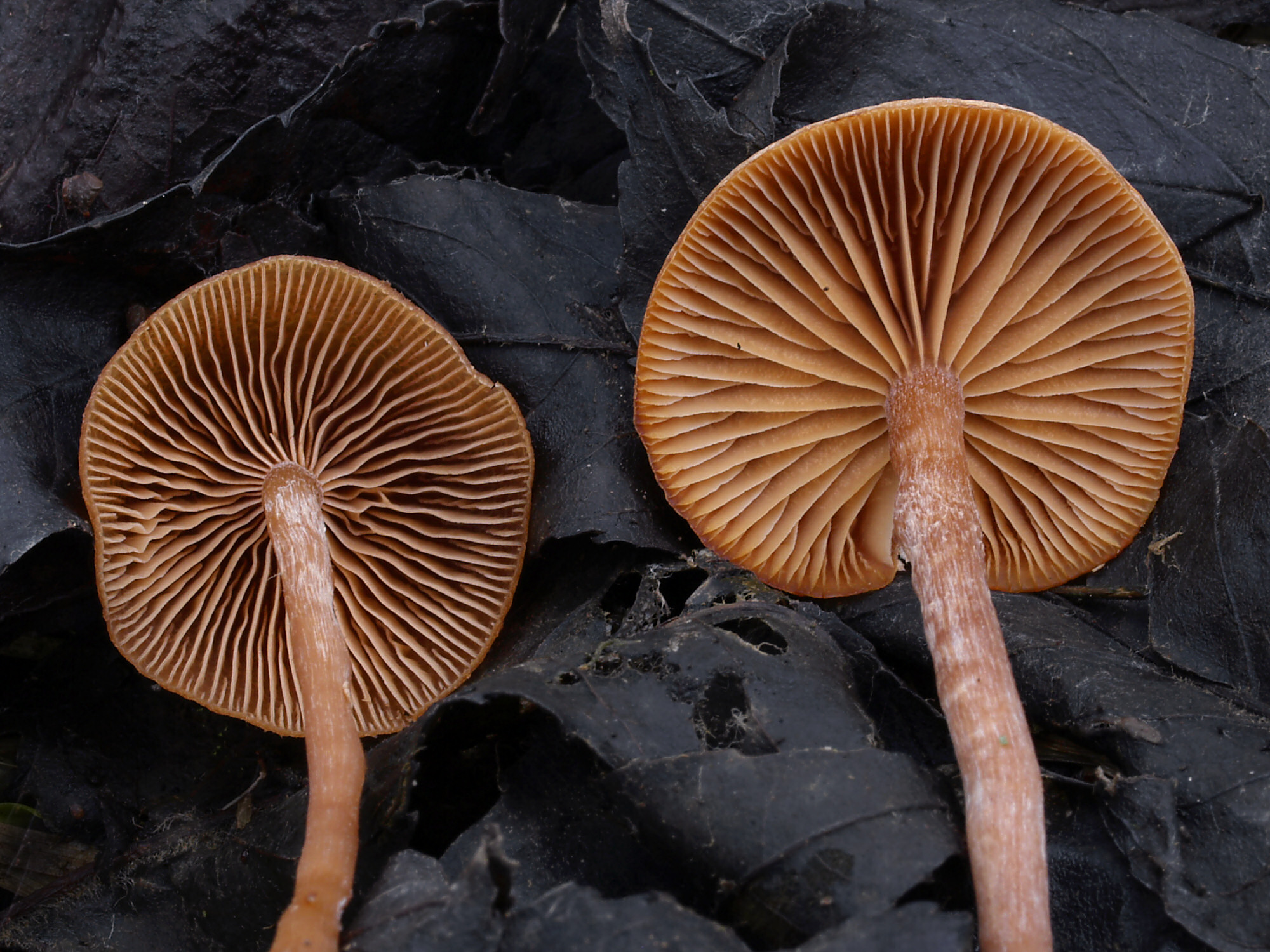
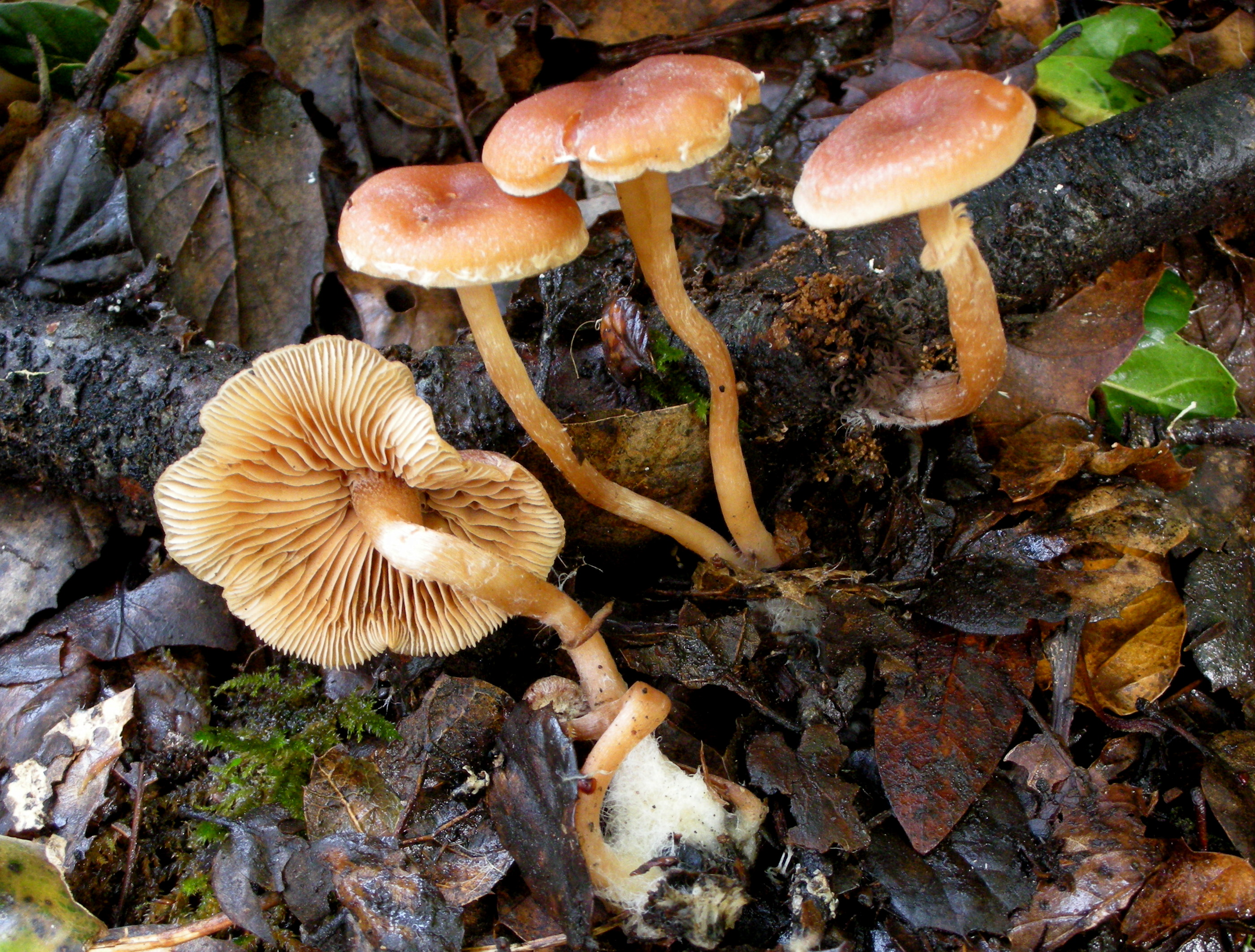
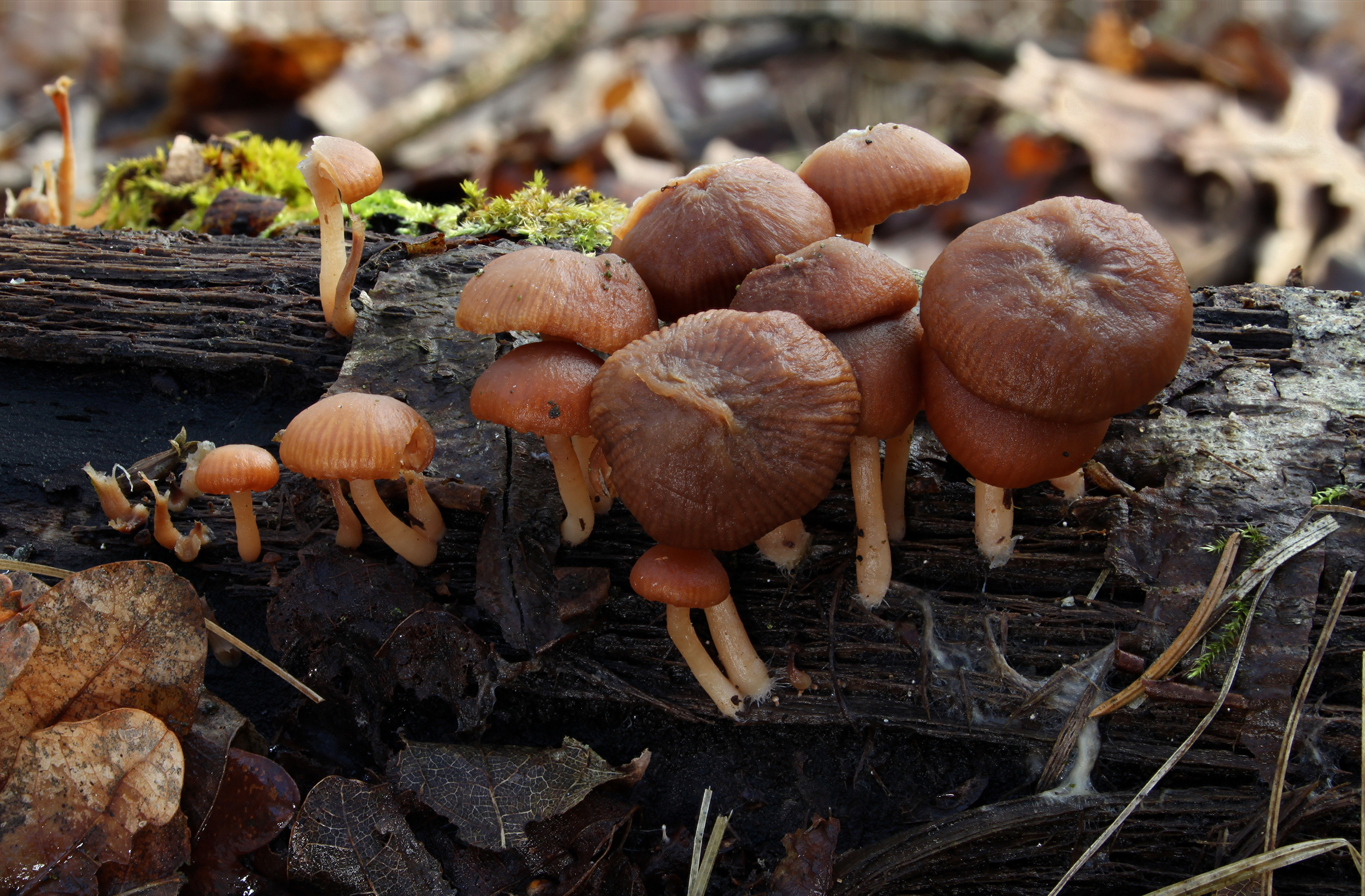
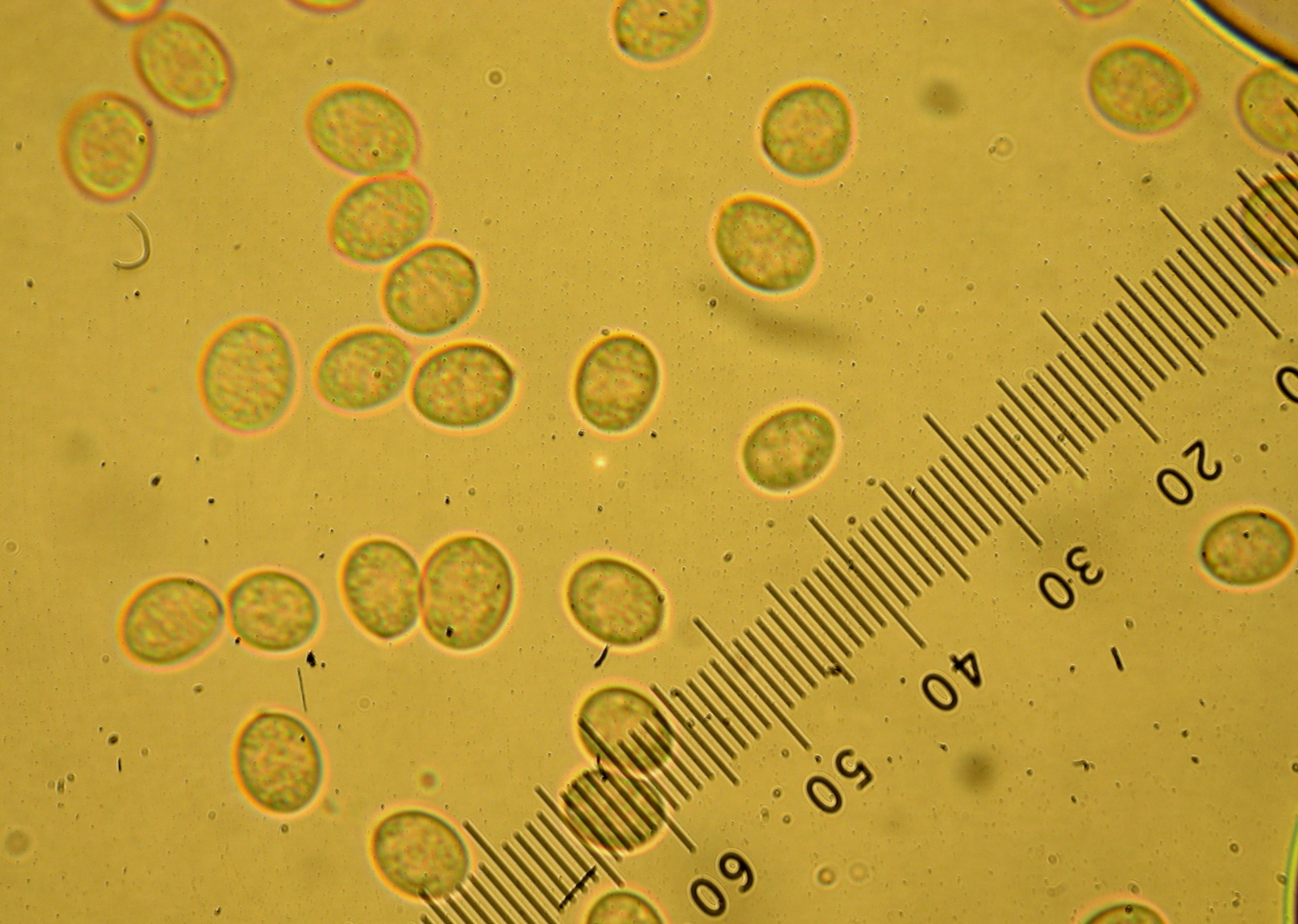

Nem ehető.  